# António João Neto
António João Neto (ur. 10 października 1971) – angolski piłkarz grający na pozycji obrońcy.

## Kariera klubowa
W swojej karierze piłkarskiej Neto występował w klubie Primeiro de Agosto z Luandy.

## Kariera reprezentacyjna
W reprezentacji Angoli Neto zadebiutował w 1992 roku. W 1996 roku rozegrał trzy mecze w Pucharze Narodów Afryki 1996: z Egiptem (1:2), z Republiką Południowej Afryki (0:1) i z Kamerunem (3:3).
W 1998 roku Neto został powołany do kadry Angoli na Puchar Narodów Afryki 1998. Rozegrał na nim dwa mecze: z Republiką Południowej Afryki (0:0), z Namibią (3:3) i z Wybrzeżem Kości Słoniowej (2:5). W kadrze narodowej grał do 2001 roku.